# Yeumbeul Nord
Yeumbeul Nord est l'une des six communes du département de Keur Massar à la suite de son érection en département en le 28 mai 2021 par le président Macky Sall et  devenant ainsi le 46e département du Sénégal. 

## Géographie
La commune de Yeumbeul nord est située à l'entrée de la presqu'île du Cap-Vert, à l'est de Dakar.

## Histoire
L'arrondissement de Yeumbeul compte deux communes : Yeumbeul Nord et Yeumbeul Sud. Elles font partie de l'arrondissement des Niayes du département de Pikine entre 1996 et 2021.

## Administration
| Période     | Identité     | Parti |
| ----------- | ------------ | ----- |
| depuis 2022 | Babacar Ndao |       |